# Kort Ambacht
Kort Ambacht is een van de zes wijken in de Nederlandse stad Zwijndrecht. Het grenst aan de wijken Noord, Heer Oudelands Ambacht, Nederhoven en Centrum. Ook Meerdervoort hoort bij Kort Ambacht. Verder kenmerkt deze wijk zich met karakteristieke buurten en typische arbeidershuizen.
De belangrijkste verkeersaders zijn de A16, Karel Doormanlaan en de Kort Ambachtlaan. Tevens is de wijk goed te bereiken met het openbaar vervoer. Station Zwijndrecht is hier gevestigd, dat verbindingen biedt naar steden zoals Rotterdam, Leiden, Den Haag, Dordrecht en Roosendaal.